# Wiesława Góźdź
Wiesława Maria Góźdź (ur. 13 marca 1958 w Opolu) – polska nauczycielka i polityk, posłanka na Sejm PRL IX kadencji.

## Życiorys
W 1982 uzyskała tytuł zawodowy magistra inżyniera mechaniki w Moskiewskim Instytucie Technologicznym Przemysłu Spożywczego, a w 1984 ukończyła Podyplomowe Studium Pedagogiczne. Od 1982 była mistrzem szwalni w Radomskich Zakładach Przemysłu Skórzanego „Radoskór”. Należała do ZSMP, LKP, TPPR, NOT i PRON. W latach 1985–1989 pełniła mandat posłanki na Sejm PRL IX kadencji w okręgu Radom, była posłanką bezpartyjną. Pełniła funkcję sekretarza Sejmu. Zasiadała w Komisji Ochrony Środowiska i Zasobów Naturalnych, Komisji Spraw Samorządowych oraz w Komisji Nadzwyczajnej do rozpatrzenia poselskiego projektu ustawy o konsultacjach społecznych i referendum.
Została nauczycielką matematyki w Publicznym Gimnazjum nr 3 w Radomiu.